# Ian Hunter (futbolista)
Ian Hunter (Australia, 10 de agosto de 1961) es un exfutbolista y entrenador de fútbol de Australia que jugó en la posición de delantero centro.

## Carrera

### Club
| Periodo   | Club              |
| --------- | ----------------- |
| 1980      | Blacktown City FC |
| 1981–1983 | Marconi FC        |
| 1984-1985 | Penrith City SC   |
| 1986-1991 | Blacktown City FC |

### Selección nacional
A nivel de selecciones menores jugó para Australia en dos ediciones de la Copa Mundial de Fútbol Juvenil. Jugó para Australia en cuatro partidos de la Copa de las Naciones de la OFC 1980 en donde anotó cinco goles, con lo que fue uno de los goleadores del torneo.

### Entrenador
Dirigió al Springwood FC de 2003 a 2004.

## Logros

### Selección nacional
- Copa de las Naciones de la OFC (1): 1980

### Individual
- Goleador de la Copa de las Naciones de la OFC 1980 (5 goles).[7]